# Ладанов Петро Федорович
Петро Федорович Ладанов (27 серпня 1904, село Ховріно Карсунського повіту Симбірської губернії, тепер Вешкаймського району Ульяновської області, Російська Федерація — 10 січня 1989, місто Виборг Ленінградської області, тепер Російська Федерація) — радянський діяч, голова Ленінградського міськвиконкому, голова Виборзького міськвиконкому Ленінградської області. Кандидат у члени ЦК КПРС у 1952—1956 роках. Депутат Верховної ради РРФСР 3-го скликання. Депутат Верховної ради СРСР 3—4-го скликань.

## Життєпис
Народився в селянській родині.
Член ВКП(б) з 1928 року.
Навчався на робітничому факультеті в місті Ульяновську.
У 1936 році закінчив Ленінградський технологічний інститут, продовжив навчання в аспірантурі.
Працював інженером на заводі «Ленгаз» у Ленінграді.
З вересня 1939 року — в Червоній армії. З 1941 року служив старшим оперуповноваженим відділу контррозвідки «СМЕРШ» 115-ї і 576-ї стрілецьких дивізій 54-ї армії РСЧА Ленінградського, Волховського і Карельського фронтів. Учасник німецько-радянської війни.
У 1943—1947 роках — викладач Вищої школи контррозвідки «СМЕРШ» Військово-морського флоту СРСР, викладач навчальних закладах НКДБ (МДБ) СРСР у Ленінграді. У 1947—1949 роках — секретар бюро ВКП(б) Ленінградської школи МДБ СРСР.
У 1949 — липні 1950 року — 1-й секретар Куйбишевського районного комітету ВКП(б) міста Ленінграда.
18 липня 1950 — 15 червня 1954 року — голова виконавчого комітету Ленінградської міської ради депутатів трудящих.
У 1955—1956 роках — начальник Управління промислового булівництва виконавчого комітету Ленінградської обласної ради депутатів трудящих (Леноблпромбуду).
У 1956—1967 роках — голова виконавчого комітету Виборзької міської ради депутатів трудящих Ленінградської області.
У 1968—1985 роках — директор Виборзького краєзнавчого музею Ленінградської області.
З 1985 року — персональний пенсіонер республіканського значення в місті Виборзі.
Помер 10 січня 1989 року в місті Виборзі. Похований на старому цвинтарі Виборга.

## Звання
- майор

## Нагороди
- орден Вітчизняної війни І ст. (5.09.1943)
- орден Вітчизняної війни ІІ ст. (6.04.1985)
- орден Трудового Червоного Прапора
- медаль «За оборону Ленінграда»
- медаль «За перемогу над Німеччиною у Великій Вітчизняній війні 1941—1945 рр.»
- медалі
- Почесний громадянин міста Виборга (1983)